# 波密紫堇
波密紫堇（学名：Corydalis pseudoadoxa）为罂粟科紫堇属下的一个种。

## 扩展阅读
- 維基物種上的相關：波密紫堇